# Tre deckare löser Gröna vålnadens gåta
Alfred Hitchcock och Tre deckare löser Gröna vålnadens gåta (originaltitel Alfred Hitchcock and the Three Investigators in The Mystery of the Green Ghost) är den fjärde boken i den fristående Tre deckare-serien. Boken är skriven av Robert Arthur 1965. Den utgavs i Sverige på svenska 1968 av B. Wahlströms bokförlag med översättning av Lasse Mattsson.
En grön vålnad hemsöker en gammal rivningskåk. Därinne finner de tre deckarna en öppen kista med en skelett som bär ett halsband med dyrbara kinesiska spökpärlor.